# Strana pořádku (Francie)
Strana pořádku (francouzsky Parti de l'Ordre) byla pravicová politická strana během Druhé francouzské republiky.

## Volební výsledky
| Volby | Počet hlasů | % celkových hlasů | Počet mandátů | +/-         | Lídr                  |
| ----- | ----------- | ----------------- | ------------- | ----------- | --------------------- |
| 1848  | 1 802 125   | 22,7 %            | 200 / 880     | nová strana | Victor Hugo           |
| 1849  | 3 310 000   | 50,2 %            | 450 / 705     | ▲ 250       | Alexis de Tocqueville |